# Das tote Land (Film)
Das tote Land ist ein deutscher Kriminal-Stummfilm aus dem Jahre 1916 von und mit Einar Zangenberg.

## Handlung
Der Millionär Fred Parker ist durch eigene Unvorsichtigkeit in eine Bredouille geraten. Ein gewieftes Ganovenpärchen hat ihn nämlich ganz offensichtlich übers Ohr gehauen. Miguel und Carmen Lopez zockten Parker ab, als sie Fred in eine hoffnungslose Unternehmung hineinzogen. Er investierte auf gutes Zureden hin fast zwei Millionen Dollar in ein letztlich totes Stück Land, das aber angeblich Diamantenfelder beherbergt. Um sein Geld zurückzubekommen, wenden sich Freds Frau Lona und dessen Schwiegervater an Freds alten Freund Joe Setter, seines Zeichens ein erfahrener Detektiv. Der versucht, nachdem er herausgefunden hat, dass Lopez ein steckbrieflich gesuchter Ganove ist, den Kaufvertrag rückgängig zu machen, doch das mexikanische Gaunerpärchen zeigt sich dazu nicht bereit. Deshalb greift Joe zu einer Finte. Er verbreitet die Kunde, dass auf dem angeblichen wertlosen „toten Land“ plötzlich doch eine Diamantenader entdeckt wurde. Augenblicklich machen sich die beiden Lopez’ daran, das Grundstück wieder zurückzukaufen, sodass Parker wieder an sein Geld kommt.

## Produktionsnotizen
Das tote Land entstand wohl im Frühsommer 1916 mit Außenaufnahmen in Rüdersdorf, passierte im Oktober 1916 die Filmzensur und wurde bald darauf uraufgeführt. Der Vierakter besaß eine Länge von 1367 Metern. In Österreich-Ungarn lief der Streifen am 1. Dezember 1916 an.

## Kritiken
Paimann’s Filmlisten resümierte: „Stoff und gut, Spiel und Photos sehr gut, Szenerie prima.“
Die Kärntner Zeitung nannte den Film „ein farbenreiches, durch bis zu höchster Spannung gesteigerte Effekte kräftig packendes Drama.“